# وفرلینگن
وفرلینگن (به آلمانی: Weferlingen) یک منطقهٔ مسکونی در آلمان است که در ائبیسفلده-وفرلینگن واقع شده‌است. وفرلینگن ۲٬۰۱۸ نفر جمعیت دارد.